# Atitlán (wulkan)
Atitlán (hiszp. Volcán Atitlán) – wulkan w południowej Gwatemali, departamencie Sololá, w łańcuchu wulkanicznym ciągnącym się wzdłuż południowego wybrzeża Gwatemali. Wznosi się na wysokość 3535 m.
Wulkan góruje nad pobliskim jeziorem Atitlán. Wokół wznoszą się kolejne dwa wulkany: San Pedro i Tolimán.
Ostatnia erupcja wulkanu miała miejsce w 1853.